# Superstition Mountains
Die Superstition Mountains (Yavapai: Wi:kchsawa, englisch Superstition = deutsch Aberglaube) sind eine Gebirgskette in Arizona in den Vereinigten Staaten. Sie liegen östlich der Phoenix metropolitan area und befinden sich in der Umgebung des Superstition Mountain, einem Berg, der ein beliebtes Erholungsziel für die Bewohner von Phoenix darstellt.
Die Superstition Mountains haben eine maximale Höhe von 1910 m und eine Prominenz von 520 m am Mound Mountain im äußersten Osten des Gebirges.
Im Spanischen waren die Berge einst unter dem Namen Sierra de la Espuma bekannt.

## Verkehr
Die Superstition Mountains werden im Süden zumeist durch die U.S. Route 60, im Nordwesten durch die State Route 88 und im Nordosten durch die State Route 188 begrenzt.

## Wilderness Area
Das Gebirge liegt im vom Bund als Superstition Wilderness Area ausgewiesenen Gebiet und beinhaltet neben dem namensgebenden Berg auch eine Vielzahl von landschaftlichen Besonderheiten wie die Weavers Needle, ein markantes Wahrzeichen und Kletterziel. Sie ist ein hoch erodierter vulkanischer Überrest und spielt eine bedeutende Rolle in der Legende um die Lost Dutchman’s Gold Mine.

## Klima und Tourismus
Wie ein Großteil der Landschaft um die Metropolregion Phoenix herum haben die Superstition Mountains ein Wüstenklima mit hohen Sommertemperaturen und nur einer Handvoll dauerhafter Wasserquellen. Die Höhe im abgelegeneren, östlichen Teil der Berge ist größer als im westlichen Teil, was die Temperaturen leicht senkt. Zahlreiche Wanderwege durchqueren die Berge von mehreren Zugangspunkten aus, der beliebteste ist der Peralta Trailhead. Der Lost Dutchman State Park, der sich auf der Westseite des Superstition Mountain befindet, umfasst ebenfalls mehrere kurze Wanderwege.
Der Peralta Canyon im Nordosten sowie die Miner’s Needle, eine weitere markante Felsformation, sind weitere beliebte Wanderziele.

## Legenden

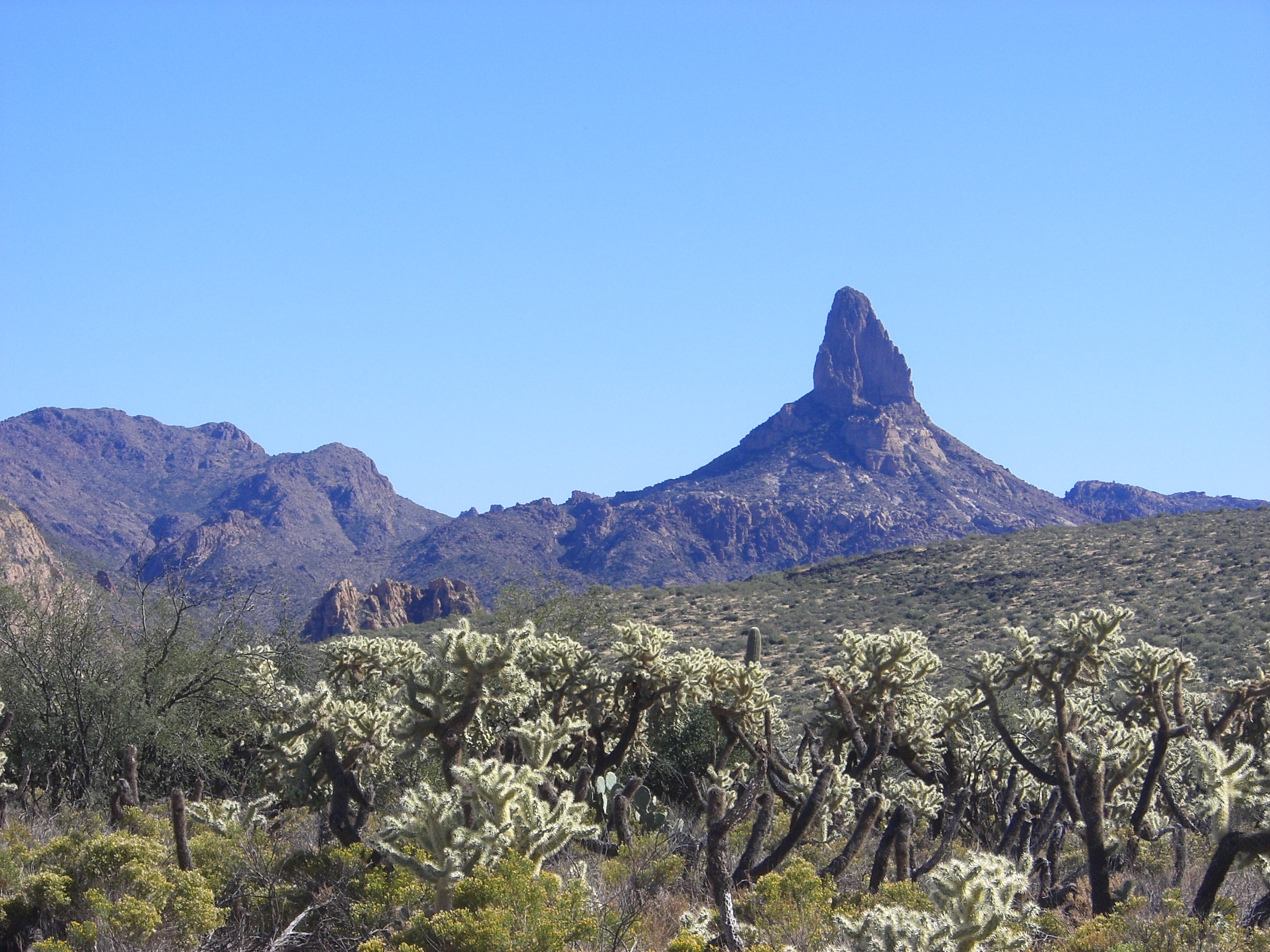
Die Weavers Needle

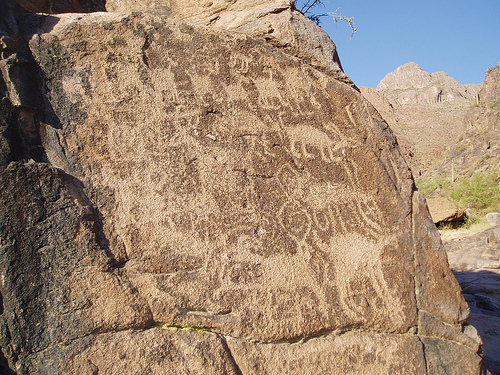
Indianische Petroglyphen in den Bergen

Die Legende der Lost Dutchman’s Gold Mine dreht sich um die Superstition Mountains. Der Legende nach entdeckte der deutsche Einwanderer Jacob Waltz eine Goldader in den Bergen und offenbarte ihren Standort 1891 auf seinem Sterbebett in Phoenix einer Pensionsbesitzerin, die sich viele Jahre lang um ihn gekümmert hatte. Es wurde von mehreren Minen behauptet, dass diese die eigentliche Mine seien, die Waltz entdeckt hatte. Aber keine dieser Behauptungen wurde bestätigt. Die Legenden und Überlieferungen der Superstition Mountains können im Superstition Mountain Museum erlebt werden.
Einige Apachen glauben, dass das Loch, das in die untere Welt oder die Hölle führt, in den Superstition Mountains liegt. Aus dem Loch blasende Winde sollen die Ursache für schwere Staubstürme in der Region sein.